# Tsuyoshi Tanikawa
Tsuyoshi Tanikawa (jap. 谷川 烈, Tanikawa Tsuyoshi; * 25. April 1980 in der Präfektur Shizuoka) ist ein ehemaliger japanischer Fußballspieler.

## Karriere
Tanikawa erlernte das Fußballspielen in der Jugendmannschaft von Shimizu S-Pulse. Seinen ersten Vertrag unterschrieb er 199 bei den Shimizu S-Pulse. Der Verein spielte in der höchsten Liga des Landes, der J1 League. 1999 wurde er mit dem Verein Vizemeister der J1 League. 2001 wurde er an den Zweitligisten Ventforet Kofu ausgeliehen. Für den Verein absolvierte er 20 Spiele. 2002 kehrte er zu Shimizu S-Pulse zurück. Danach spielte er bei den New Hampshire Phantoms (2003), Mito HollyHock (2004) und FC Machida Zelvia (2005–2007). Ende 2007 beendete er seine Karriere als Fußballspieler.

## Erfolge
Shimizu S-Pulse
- J1 League

Vizemeister: 1999
- Kaiserpokal

Sieger: 2001
Finalist: 2000